# Bruce Catton

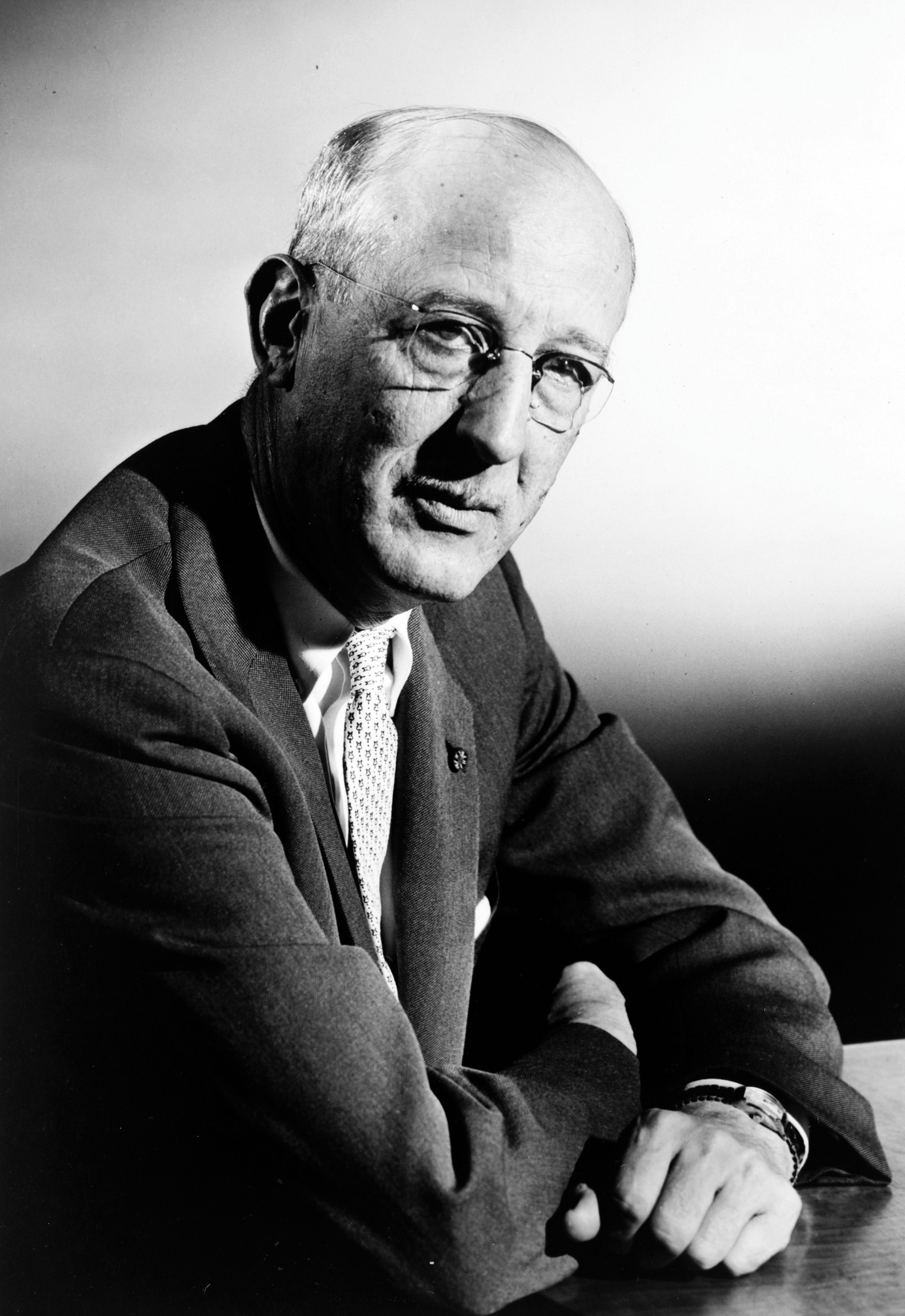
Bruce Catton in den 1960er Jahren

Charles Bruce Catton (* 9. Oktober 1899 in Petoskey, Michigan; † 28. August 1978 in Frankfort, Michigan) war ein US-amerikanischer Journalist und Buchautor und Historiker des Amerikanischen Bürgerkriegs. Er gewann 1954 den Pulitzer-Preis für „A stillness at Appomattox“.

## Leben
Catton wuchs in Benzonia als Sohn eines Pfarrers und Schullehrers auf. Bleibenden Eindruck hinterließen die Erzählungen von Bürgerkriegsveteranen in seiner Kindheit, wie er in seiner Autobiographie „Waiting for the Morning Train“ (1972) erzählt. Er besuchte das Oberlin College, das er aber im Ersten Weltkrieg, wo er in der US Navy diente, ohne Abschluss verließ. Nach dem Krieg arbeitete er als Journalist, zuerst für die Cleveland News als freier Reporter, 1920 bis 1924 für den Boston American, 1925 für den Cleveland Plain Dealer und danach bis 1941 für die Newspaper Enterprise Association, für die er Korrespondent in Washington, D.C. war. Während des Zweiten Weltkriegs arbeitete er als Regierungsangestellter für das „War Production Board“ (als „Director of Information“, also Pressesprecher), das für die Rohstoffverwaltung zuständig war und danach in ähnlicher Funktion beim Handels- und Innenministerium der Vereinigten Staaten. Über seine Erfahrungen in dieser Zeit handelt sein erstes Buch „War Lords of Washington“ (1948). Ab 1952 war er nur noch als Autor tätig. 1954 war er einer der Mitgründer des „American Heritage“ Magazins, dessen Senior Editor er von 1959 bis zu seinem Tod blieb.
Catton ist vor allem als Autor von Büchern über den Amerikanischen Bürgerkrieg bekannt, seine „Army of the Potomac“ Trilogie über die Unionsarmee, für deren letzten Band er 1954 den Pulitzer-Preis und den National Book Award erhielt (das Buch war außerdem sein erster großer Erfolg), und die „Centennial History of the Civil War“ aus den 1960er Jahren. Es gilt in den USA mit Shelby Footes 1958 bis 1974 erschienen „The Civil War – a narrative“ als beste erzählerische Darstellung des Bürgerkriegs.
1955 wurde er in die American Academy of Arts and Letters gewählt, 1966 in die American Academy of Arts and Sciences. Catton erhielt mehr als 26 Ehrendoktortitel amerikanischer Universitäten, inklusive des Oberlin College, 1959 einen Preis für seine Arbeiten zum amerikanischen Bürgerkrieg von Präsident Harry S. Truman und 1976 die Presidential Medal of Freedom.
Ihm zu Ehren ist der Bruce Catton Prize benannt.

## Werke
Army of the Potomac Trilogie:
- Mr.Lincolns Army. 1951 (bis zur Schlacht am Antietam)
- Glory Road. 1952 (von der Schlacht von Fredericksburg bis zur Schlacht von Gettysburg)
- A Stillness at Appomattox. 1954

Centennial History of the Civil War Trilogie:
- The coming Fury. 1961, bis zur Ersten Schlacht am Bull Run
- Terrible Swift Sword. 1962, bis zur Schlacht von Fredericksburg.
- Never Call Retreat. 1965

weitere Bücher über den Bürgerkrieg:
- Grant Moves South. 1960 und Grant Takes Command. 1968 als Fortsetzung der von Lloyd Lewis 1950 mit „Captain Sam Grant“ begonnenen Biographie von Ulysses S. Grant.
- Ulysses S. Grant and the american military tradition. 1954 (kurze Biografie)
- This hallowed ground. 1956 (Geschichte des Bürgerkrieges aus der Unionsperspektive, erhielt den Fletcher Pratt Award)
- America goes to War. 1958
- The American Heritage picture history of the Civil War. 1960
- mit seinem Sohn William Catton Two roads to Sumter. 1963
- Gettysburg- the final fury. 1974

Weitere Bücher:
- Michigan- a bicentennial history. 1976
- mit William Catton The bold and magnificient dream: America's Founding Years 1492–1815. 1978